# A Hatful of Rain
A Hatful of Rain és una pel·lícula dels Estats Units dirigida per Fred Zinnemann, estrenada el 1957.

## Argument[1]
Un exsoldat, que ha adquirit la seva addicció després de ser tractat amb morfina en la guerra de Corea, aconsegueix portar una doble vida gràcies a l'ajut econòmic del seu germà. Ni la seva esposa ni el seu pare no saben la veritat de la seva condició, encara que aquesta comença a tornar-se insostenible.
Ombrívol i dur retrat d'un addicte a la morfina i la repercussió de la seva drogoaddicció en el seu entorn familiar. Es preferia mostrar -més que el plaer d'una dosi- el dolor de l'abstinència.

## Comentari
La peça teatral es va presentar a Broadway 389 vegades, entre 1955 i 1956, amb Shelley Winters i Ben Gazzara als papers principals. El 1957 l'autor Michael V. Gazzo va escriure el guió de la pel·lícula.
Va ser la primera aproximació d'un gran estudi de Hollywood (Fox), al tema de la drogoaddicció i encara que és probable que l'obra original tingués alguna modificació en l'adaptació cinematogràfica, el resultat va ser de tota manera impactant.

## Repartiment
- Don Murray: Johnny Pope
- Eva Marie Saint: Celia Pope
- Anthony Franciosa: Polo Pope
- Lloyd Nolan: John Pope, Sr
- Henry Silva: Mare
- William Hickey: Apples
- Paul Kruger: Barman
- Art Fleming: Polícia

## Premis i nominacions

### Premis
- 1957: Copa Volpi per la millor interpretació masculina per Anthony Franciosa
- 1957: Premi Nou cinema al Festival de Venècia per Anthony Franciosa
- 1957: Premi Nou cinema al Festival de Venècia per Eva Marie Saint

### Nominacions
- 1957: Lleó d'Or
- 1958: Oscar al millor actor per Anthony Franciosa
- 1958: Globus d'Or a la millor actriu dramàtica per Eva Marie Saint
- 1958: Globus d'Or al millor actor dramàtic per Anthony Franciosa
- 1958: Globus d'Or al millor director per Fred Zinnemann
- 1958: BAFTA a la millor actriu estrangera per Eva Marie Saint